# Canoa di Pesse

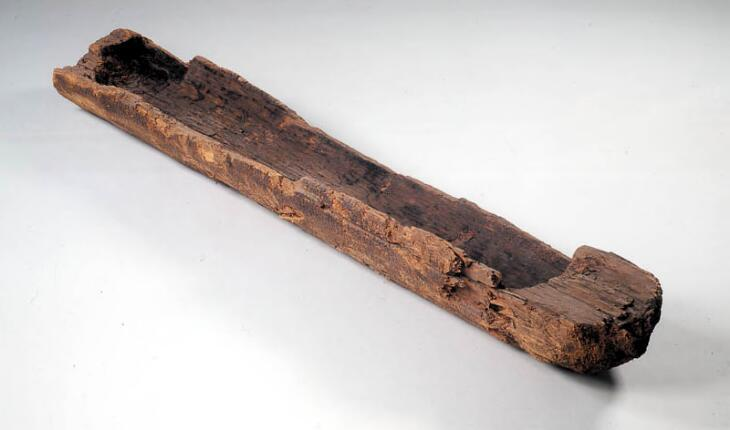
La canoa di Pesse.

La canoa di Pesse è considerata la più antica imbarcazione conosciuta e la più antica canoa finora trovata.
La datazione al radiocarbonio ha indicato che l'imbarcazione fu costruita tra l'8040 e 7510 a.C., nel Mesolitico; viene considerata più antica della canoa di Dufuna, trovata in Nigeria.
Attualmente è esposta al Museo Drents di Assen, nei Paesi Bassi.

## Descrizione
La canoa, che è del tipo cayuco, cioè una canoa scavata all'interno di un tronco d'albero, ha una lunghezza di 298 cm e una larghezza di 44 cm. È stata ricavata da un tronco di pino silvestre. All'interno della cavità sono presenti delle marcature, probabilmente derivanti dagli strumenti in selce o osso delle corna di cervo utilizzati per la lavorazione.

## Storia

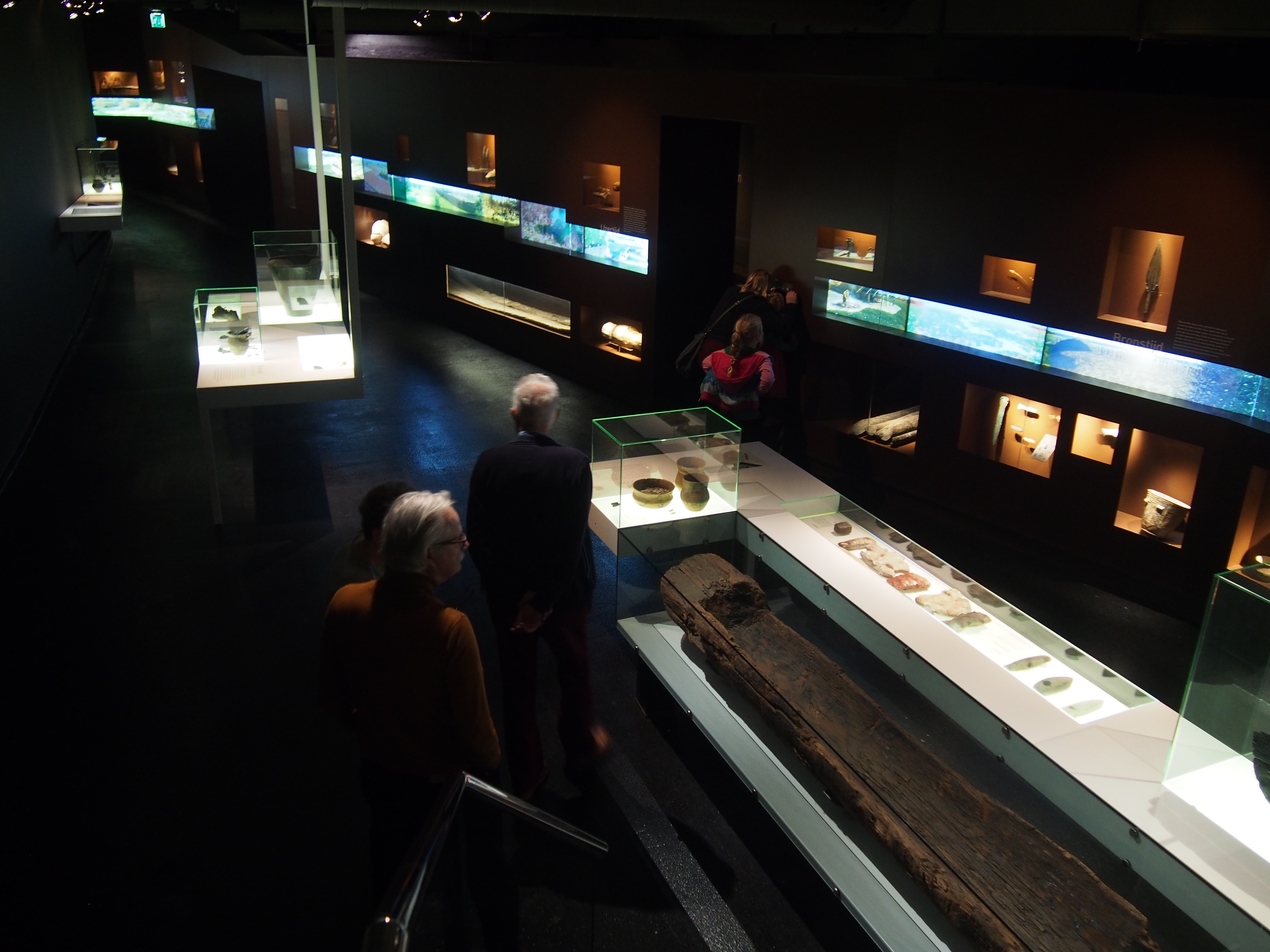
Drents Museum, 2019.

La canoa è stata scoperta nel 1955 nel corso della costruzione dell'autostrada A 28. L'autostrada passa poco a sud del villaggio di Pesse, nel comune di Hoogeveen, attraversando il sito di un'antica torbiera. Per costruire il tracciato stradale si dovette rimuovere la torba e, nel corso degli scavi, l'operatore di un escavatore incappò in quello che scambiò per un tronco d'albero, sepolto due metri al di sotto della superficie. Un agricoltore del posto notò il reperto e lo prelevò per portarlo all'Università di Groninga, dove venne esaminato e poi liofilizzato per la conservazione.
Il reperto è stato successivamente trasferito al Museo Drents, situato poco lontano dal luogo della scoperta.

## Obiezioni
Nel corso degli studi sono state sollevate alcune obiezioni sulla natura del reperto e sulla sua originaria utilizzazione.
Un esperto danese venuto a vedere la canoa, sollevò il dubbio che un'imbarcazione così piccola potesse essere in grado di navigare. Una replica del reperto, costruita nel 2001 dall'archeologo Jaap Beuker (ex direttore del Museo Drents) nelle dimensioni e forma originali, è stata provata in acqua per cinque giorni, nel vicino lago di Witteveen, dimostrando che l'imbarcazione era manovrabile con la pagaia e in grado di navigare. Le dimensioni ridotte sono probabilmente da collegare a utilizzatori di piccola statura. La replica è ora esposta nel museo di Hoogeveen.
Altri studiosi hanno ipotizzato che potesse trattarsi di un oggetto completamente diverso, come una mangiatoia o un abbeveratoio per animali. Beuker ha fatto notare che all'epoca della costruzione della canoa non era ancora iniziato l'allevamento domestico degli animali, e quindi non poteva trattarsi di una mangiatoia.
La canoa inoltre ha una costruzione simile a quella di altre imbarcazioni preistoriche trovate in altri paesi, come la canoa di Dufuna.